# Tulsipur (Dang Deokhuri)
Tulsipur (nep. तुलसिपुर) – miasto w południowo-zachodnim Nepalu; w dystrykcie Dang Deokhuri. Według danych szacunkowych na rok 2012 liczy 52 224 mieszkańców. Ośrodek przemysłowy. W mieście znajduje się port lotniczy Tribhuvannagar.